# Peter Hollingworth
Dr. Peter John Hollingworth AC OBE (sinh ngày 10 tháng 4 năm 1935) là một Giám mục Anh giáo Úc, Toàn quyền Úc thứ 23. Ông đảm nhiệm chức vụ này từ ngày 29 tháng 6 năm 2001 đến ngày 28 tháng 5 năm 2003. Ngày 28 tháng 5 năm 2003, ông đã từ chức Toàn quyền do kết quả của việc phê phán hành động của ông trong một bản báo cáo của Nhà thờ Anh giáo. Báo cáo nói rằng ông đã ngược đãi một trường hợp lạm dụng tình dục bởi một thầy tu Anh giáo trong nhiệm kỳ 11 năm làm Tổng Giám mục Brisbane.